# جیم ماتئوس
جیم ماتئوس (انگلیسی: Jim Matheos؛ زادهٔ ۲۲ نوامبر ۱۹۶۲) موسیقی‌دان و ترانه‌پرداز اهل ایالات متحده آمریکا است. وی از سال ۱۹۸۲ میلادی تاکنون مشغول فعالیت بوده است.